# Valea Lupșii
Valea Lupșii – wieś w Rumunii, w okręgu Alba, w gminie Lupșa. W 2011 roku liczyła 655 mieszkańców.